# Espin (cráter)

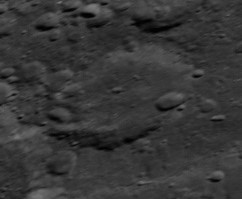
Fotografía de la misión Apolo 14

Espin es un cráter de impacto que se encuentra en la cara oculta de la Luna, justo más allá de la extremidad noreste, al oeste-suroeste del cráter de mayor tamaño Seyfert, y al noroeste de Deutsch.
|  |

Se trata de una formación desgastada, con graves daños a lo largo del borde norte. Varios cráteres pequeños se sitúan a lo largo del borde norte, con un cráter solitario en el lado sur. La parte norte del suelo interior es algo irregular, siendo más llana hacia el sur. El sistema de marcas radiales del cráter Giordano Bruno que aparece hacia el norte-noroeste alcanza el interior de Espin por su lado occidental.

## Cráteres satélite
Por convención estos elementos son identificados en los mapas lunares poniendo la letra en el lado del punto medio del cráter que está más cerca de Espin.
|       | \| Espin \| Coordenadas \| Diámetro \| \| ----- \| ------------------------------ \| -------- \| \| E \| 28°18′N 111°18′E / 28.3, 111.3 \| 35 km \| |          |
| Espin | Coordenadas | Diámetro |
| E     | 28°18′N 111°18′E / 28.3, 111.3 | 35 km    |